# Silke
Silke er fibre, som bl.a. silkesommerfuglen spinder. Den lever af bladene af træet Hvid Morbær (Morus alba). Skyrækker-Silkesommerfuglen producerer en grovere type end dens artsfæller.
Kaktussilke er vævet af fibre fra Kaktus-familiens planter i Nordafrika. Kaktussilkefibrene skinner som silken.
Silkestof blev først vævet i Kina måske så tidligt som 6000 f.Kr. Ifølge legenden var det den kinesiske kejserinde Xi Ling Shi, der opdagede den, og silken var forbeholdt kejseren. Ifølge legenden drak kejserinden te i en have med morbærtræer, hvor en kokon faldt ned i hendes kop. Kokonens ydre lag opløstes i den varme te, og da hun forsøgte at fiske den op af koppen, opdagende hun, at puppen indeholdt en lang fin tråd. Således blev hun den første der opfandt silke.
Med tiden spredte brugen af silke sig både geografisk og socialt i Kina og til andre dele af Asien. Silken blev hurtigt en eftertragtet luksusvare, og silkehandlen bredte sig ad karavaneruter til Indien, Mellemøsten og Europa. Disse handelsruter blev kendt som Silkevejen.
Kina holdt længe fremstillingsmetoden af det fine stof hemmelig, men omkring 300 f.Kr. lækkede hemmeligheden til Korea, og omkring 550 lykkedes det munke at smugle levende pupper til Byzans, hvor man straks indledte en produktion – også her som et statsmonopol. I 1305 findes der silkevæverier i Italien og Tyskland, hvor der arbejder asiater. Siden har flere lande produceret silke, heriblandt Frankrig, Danmark, Indien, Italien og USA. Under 2. verdenskrig var der mangel på silke til f.eks. fremstilling af faldskærme. Det førte til opfindelsen af erstatningsstoffer som nylon.